# 柳川警察署
柳川警察署（やながわけいさつしょ）は、福岡県柳川市にある、福岡県警察の警察署。

## 管轄区域
- 柳川市、みやま市

## 組織
- 刑事課
- 生活安全課
- 地域課
- 交通課
- 警備課

## 歴史
- 1876年（明治9年）8月29日 - 柳河警察出張所を設置。
- 1877年（明治10年）2月25日 - 柳河警察署に改称。
- 1954年（昭和29年）7月1日 - 福岡県柳川警察署に改称。
- 1976年（昭和51年）3月31日 - 現在の場所に庁舎を新築（旧三橋町、2005年の合併により柳川市内となる）。
- 2010年（平成22年）4月1日 - 瀬高警察署を統合。大牟田警察署から高田交番を編入[1]。

## 交番・駐在所

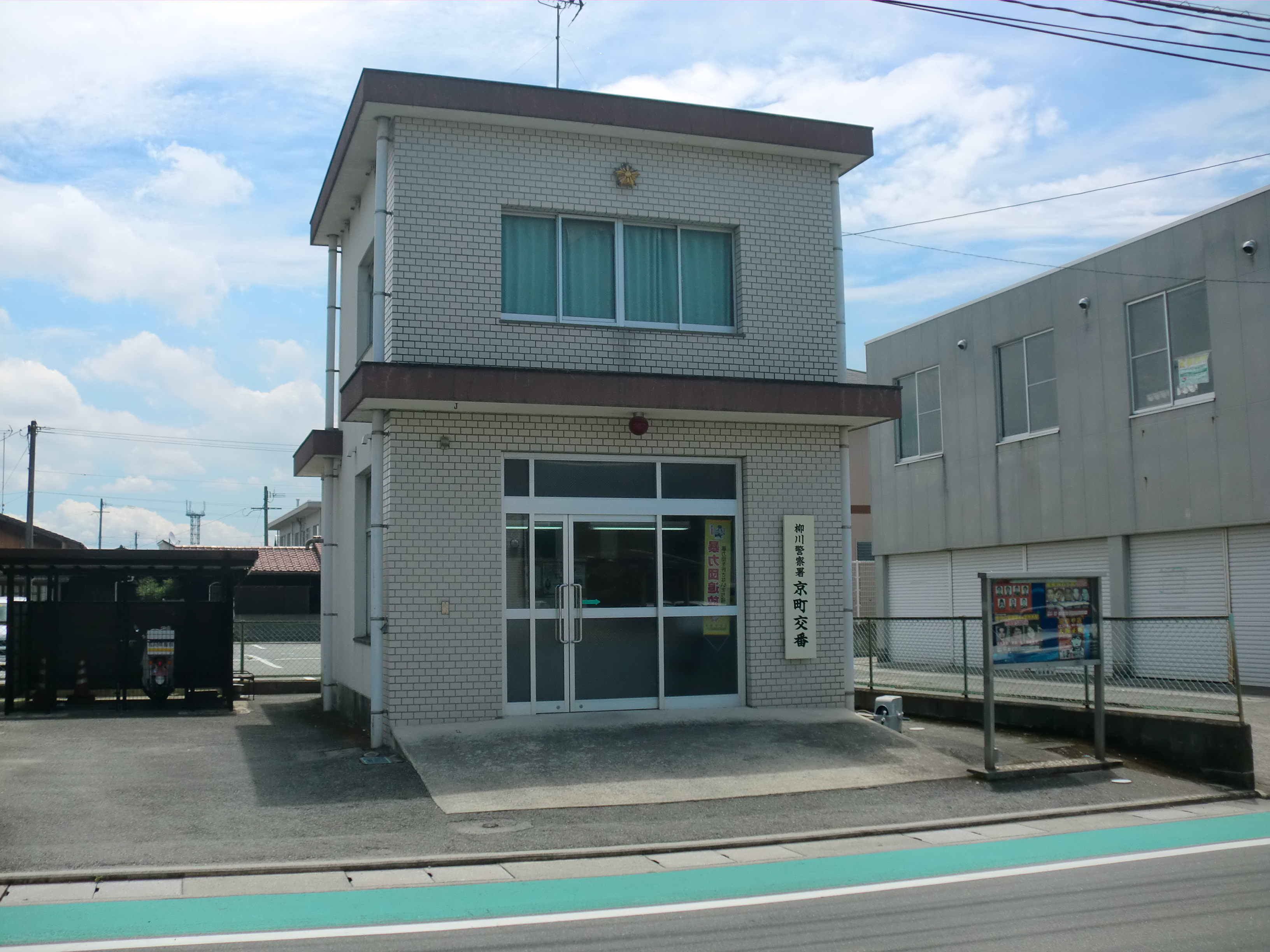
京町交番

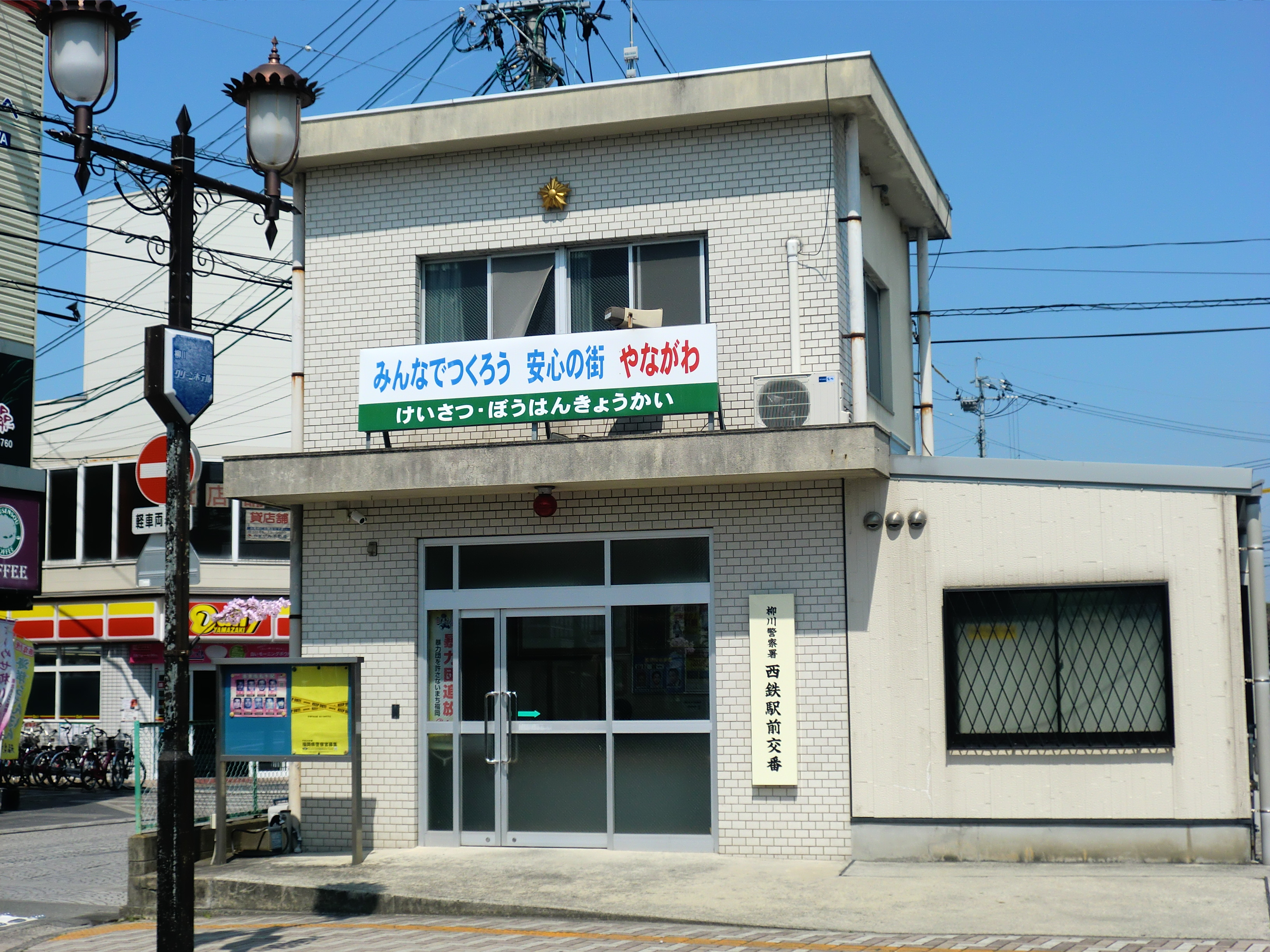
西鉄駅前交番

### 柳川市域
- 昭代交番
- 京町交番
- 大和交番
- 西鉄駅前交番
- 金納駐在所（かんの）
- 垂見駐在所

### みやま市域
- 瀬高警部交番（旧：瀬高警察署）
- 高田交番
- 長田駐在所
- 南瀬高駐在所
- 山川駐在所
- 瀬高駅前警察官連絡所（旧：駅前交番）